# Maychew
Maychew sau Maichew (gî'îz ማይጨው) este un oraș din Etiopia.